# عارف محمدوند
 عارف محمدوند  (زاده ۲۱ خرداد ۱۳۴۹ - بندر انزلی) بازیکن سابق فوتبال ایرانی است. وی در باشگاه‌های مطرح ملوان، پاس تهران و پرسپولیس سابقه بازی دارد.